# Ornithopsis
Ornithopsis là một chi khủng long, được Seeley mô tả khoa học năm 1870.